# Estadio MOSiR de Mielec
El Estadio Municipal Grzegorz Lato en Mielec (en polaco: Stadion Miejski im. Grzegorza Laty w Mielcu) es un estadio de fútbol ubicado en Mielec, Polonia. Es el estadio donde el Stal Mielec juega sus partidos como local, y ha albergado numerosos partidos de la Liga de Campeones, la Liga Europa y la selección de fútbol de Polonia, además de varios partidos eliminatorios para la Copa Mundial de la FIFA y la Eurocopa.

## Historia
El estadio se inauguró en noviembre de 1953 con un partido inaugural entre el Stal Mielec y el Garbarnia Cracovia. Al año siguiente, se construyeron dos gradas para 7.000 espectadores, además de dos campos de entrenamiento deportivo, un campo de voleibol y varias canchas de baloncesto y tenis. Alrededor del terreno de juego se creó una pista de atletismo, salto de altura y otras disciplinas atléticas.
Entre 1973 y 1976, la capacidad del estadio se amplió a 30.000 asientos, permitiendo un mayor aforo para acoger partidos continentales como el de cuartos de final ante el Hamburgo SV en la Copa de la UEFA 1975-76, la primera ronda de la Copa de la UEFA 1982-83 frente al KSC Lokeren y en particular el partido de la ronda de dieciseisavos de final de la Copa de Campeones de Europa 1976-77 contra el Real Madrid, registrando una asistencia récord de más de 40.000 espectadores.
La iluminación del estadio se modificó a finales de 1979, permitiendo la mayor potencia de iluminación del país en ese momento, unos 1800 lux. El primer partido con los nuevos focos tuvo lugar el 29 de octubre de 1980 entre el Stal Mielec y el ŁKS Łódź. El fin del comunismo hizo que la presencia del Stal Mielec dentro del panorama futbolístico nacional disminuyese, alejándose de las grandes competiciones y perdiendo a los patrocinadores privados dispuestos a invertir en el equipo y en el estadio. El estadio MOSiR comenzó a deteriorarse y las gradas superiores fueron cerradas al público debido a que su estructura era demasiado endeble como para permitir la presencia de espectadores. En 1997, el Stal Mielec pasó a ser un club independiente y el fabricante aeronáutico PZL Mielec cedió los derechos del estadio al ayuntamiento de la ciudad en 2001, que más adelante propondría un proyecto de remodelación completo del recinto deportivo.

## Instalaciones

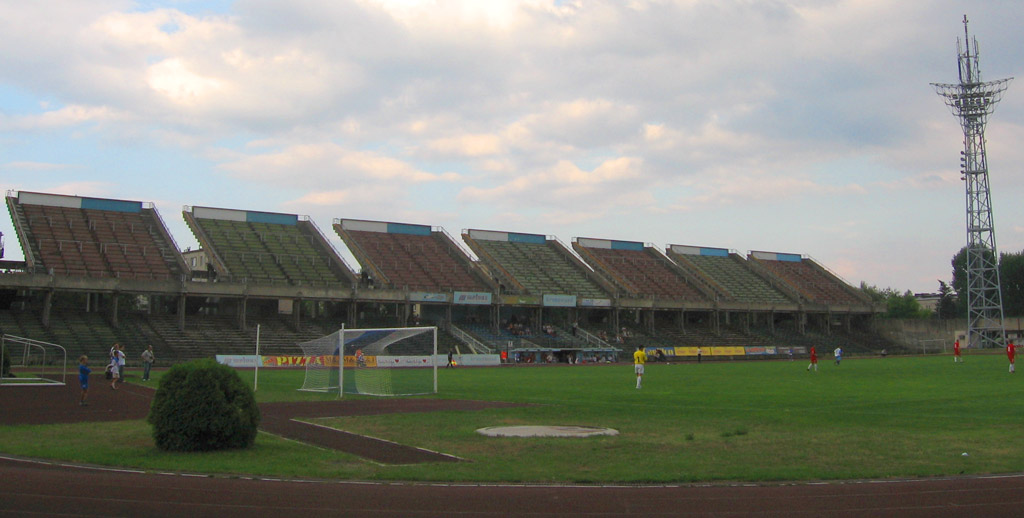
Gradas superiores del estadio MOSiR antes de la remodelación en 2013.

Tras la caída del comunismo en Polonia, las dificultades económicas que padeció el club hicieron que el estadio careciese de fondos para su mantenimiento y reparación, deteriorándose gradualmente su estructura hasta el año 2007, cuando el ayuntamiento de Mielec propuso una reconstrucción del recinto deportivo que se completó entre enero de 2011 y agosto de 2013. El actual estadio MOSiR de Mielec, pese a que actualmente posee un aforo mucho más limitado, ha permitido revitalizar al Stal Mielec y cumplir con los requisitos exigidos por la Asociación Polaca de Fútbol. La compañía TAMEX Obiekty Sportowe S. A. redujo la capacidad del estadio de 22.000 asientos a 6.849, dividiendo las gradas en 18 sectores y renovando las torres de iluminación al igual que las áreas deportivas y recreativas. Cerca de 40 millones de złotys fueron empleando durante el proceso de reconstrucción de las instalaciones, inaugurándose oficialmente el 30 de agosto de 2013 con el encuentro entre el Stal Mielec y el Wigry Suwałki. En la actualidad, el ayuntamiento de Mielec está buscando más oportunidades de patrocinio para arrendar los derechos de denominación del estadio.

## Partidos internacionales
| Fecha                   | Equipo local | Res.      | Equipo visitante | Competición                                                  |
| ----------------------- | ------------ | --------- | ---------------- | ------------------------------------------------------------ |
| 31 de octubre de 1984   | Polonia      | 2:2 (1:0) | Albania          | Clasificación de UEFA para la Copa Mundial de Fútbol de 1986 |
| 9 de septiembre de 1992 | Polonia      | 1:1 (1:1) | Israel           | Partido amistoso                                             |
| 12 de octubre de 1994   | Polonia      | 1:0 (1:0) | Azerbaiyán       | Clasificación para la Eurocopa 1996                          |
| 1 de mayo de 1996       | Polonia      | 1:1 (1:0) | Bielorrusia      | Partido amistoso                                             |